# Rosa teberdensis
Rosa teberdensis es una especie de planta del género Rosa, de la familia Rosaceae.

## Taxonomía
Rosa teberdensis fue descrita por Chrshan. en 1951.

## Distribución
Se encuentra en el territorio del Cáucaso septentrional y Transcaucasia.